# Interatheriidae
De Interatheriidae zijn een familie van uitgestorven zoogdieren uit het Laat-Paleoceen tot Laat-Mioceen. Ze worden vaak onderverdeeld in twee subgroepen: Notopithecinae en Interatheriinae.

## Kenmerken
Deze familie bestond uit herbivore, hoofdzakelijk kleine, knaagdierachtige zoogdieren, met een gewicht tussen 500 gram en 15 kg. Het was een langlevende groep.

## Vondsten
Fossielen van deze dieren zijn gevonden in Argentinië.

## Indeling
Onderfamilie Interatheriinae Simpson, 1945
- † Argyrohyrax Ameghino, 1897
- † Caenophilus Ameghino, 1904
- † Cochilus Ameghino, 1902
- † Eopachyrucos Ameghino, 1901
- † Epipatriarchus Ameghino, 1904
- † Interatherium Ameghino, 1887
- † Proargyrohyrax Hitz et al., 2000
- † Protypotherium Ameghino, 1882
- † Santiagorothia Hitz et al., 2000
- † Medistylus Stirton, 1952
- † Miocochilius Stirton, 1953

Onderfamilie Notopithecinae Ameghino, 1897
- † Antepithecus Ameghino, 1901
- † Eupithecops Ameghino, 1897
- † Guilielmoscottia Ameghino, 1901
- † Notopithecus Ameghino, 1897
- † Punapithecus López & Bond, 1995
- † Transpithecus Ameghino, 1901
- † Paracochilius Bordas, 1939
- † Toxondontophanus Moreno, 1882